# Oblivia
Oblivia – rodzaj roślin z rodziny astrowatych. Obejmuje trzy gatunki występujące w tropikalnej części kontynentów amerykańskich. Nazwa rodzajowa jest anagramem nazwy państwa Boliwia, skąd opisano typ nomenklatoryczny. 

## Systematyka
Rodzaj blisko spokrewniony i wyodrębniony z rodzaju Otopappus Benth. W obrębie rodziny astrowatych Asteraceae reprezentuje podrodzinę Asteroideae, plemię Heliantheae i podplemię Ecliptinae.
Wykaz gatunków
- Oblivia ceronii H.Rob.
- Oblivia mikanioides (Britton) Strother
- Oblivia simplex (V.M.Badillo) H.Rob.